# Malacosoma robertsi
Malacosoma robertsi is een vlinder uit de familie van de spinners (Lasiocampidae). De wetenschappelijke naam van de soort is voor het eerst geldig gepubliceerd in 1972 door De Lajonquière.